# Misogynoir
Misogynoir è un termine che si riferisce alla misoginia diretta verso le donne nere in cui la razza e il genere giocano entrambi un ruolo. Il termine è stato coniato dalla scrittrice femminista nera Moya Bailey nel 2008 per indicare la misoginia diretta verso le donne nere transgender e cisgender nella cultura visiva e popolare americana.
Il concetto di misoginoir si fonda sulla teoria dell'intersezionalità, che analizza il modo in cui varie identità sociali come razza, genere, classe, età, abilità e orientamento sessuale si relazionano nei sistemi di oppressione.

## Sviluppo del concetto
Bailey ha coniato il termine "misogynoir" mentre era una studentessa laureata all'Università Emory per discutere della misoginia nei confronti delle donne nere nella musica hip-hop. Combina i termini “misoginia”, l’odio per le donne, e “noir”, la parola francese per “nero”, per denotare ciò che Bailey descrive come la forma unica di misoginia anti-nera affrontata dalle donne nere, in particolare nella cultura visiva e digitale. Bailey e il coautore Whitney Peoples descrivono il misogynoir come:
Il concetto di misogynoir è stato elaborato in un saggio del 2014 di Trudy del blog "Gradient Lair", ed è stato accettato e utilizzato da molte femministe nere e critici culturali, soprattutto nella blogosfera.
Le donne trans di colore subiscono violenza a un ritmo maggiore rispetto alle donne cisgender di colore o alle donne trans bianche. Questa transmisoginia nei confronti dei neri è stata definita "transmisogynoir". Il termine "transmisogynoir" è stato creato per riferirsi all'intersezione tra transmisoginia e misogynoir, ovvero l'oppressione delle donne trans nere. Transmisogynoir comprende transfobia, misoginia e anti-blackness. È stato coniato da Trudy del blog donnista Gradient Lair.

## Applicazione

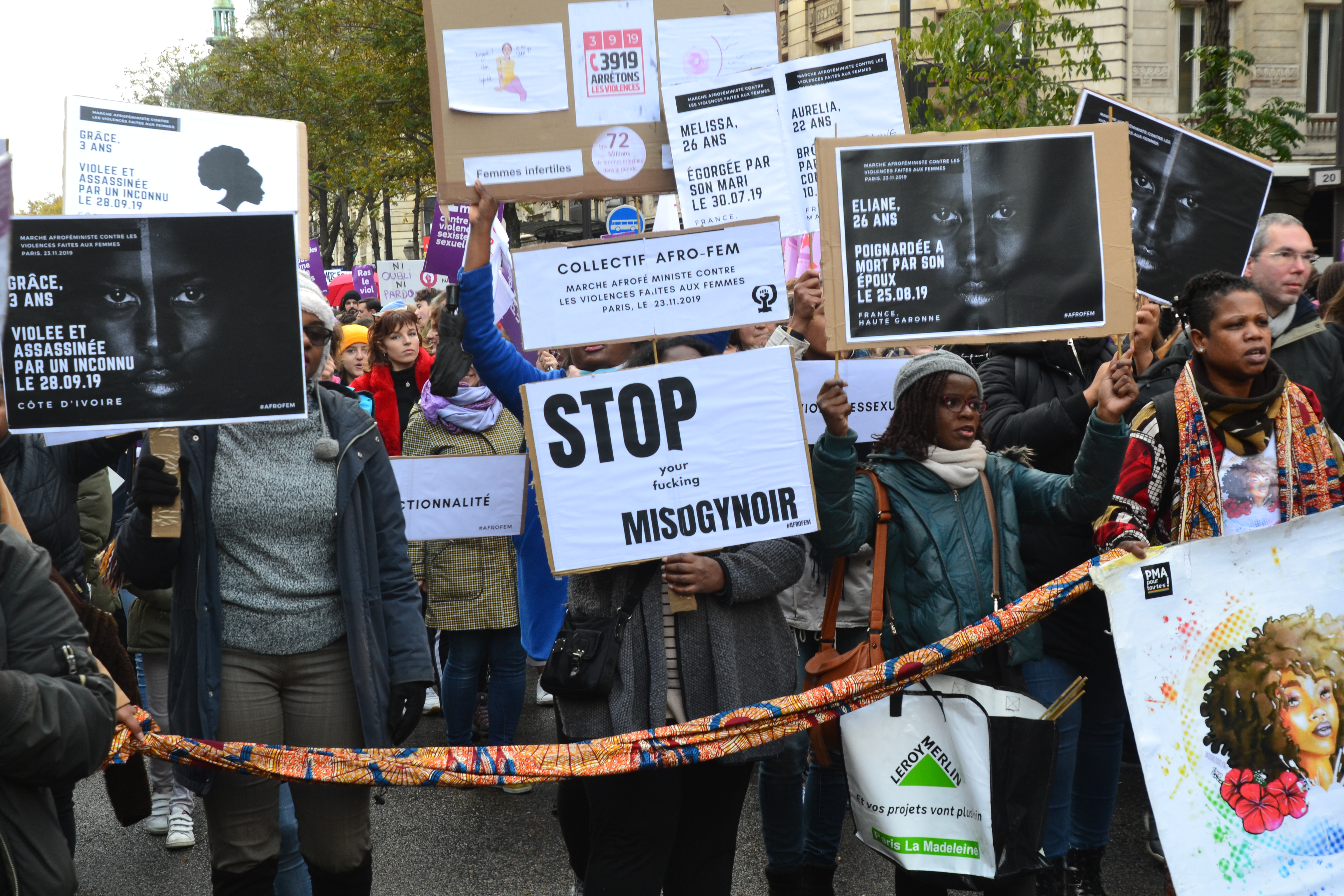
Proteste contro la misogynoir a Parigi

Sebbene il misogynoir possa essere perpetrato da chiunque, il termine più spesso si riferisce alla misoginia vissuta da donne nere per mano di uomini neri. Poiché la difficile situazione dell’uomo nero in America rimane in prima linea nella società, il lavoro delle femministe nere e le questioni che devono affrontare le donne afroamericane vengono cancellate e ignorate. Nella prefazione a un'edizione del libro di Michele Wallace "Black Macho and the Myth of the Superwoman", Jamilah Lemieux scrive che il misogynoir "può provenire anche da coloro che sono neri, che sono stati cresciuti da donne nere e professano di apprezzare i neri".
Ad esempio, il movimento Black Lives Matter, creato nel 2012, è stato fondato da tre donne nere: Alicia Garza, Opal Tometi e Patrisse Cullors. Tuttavia, questo è poco noto all’interno della comunità più ampia e, sebbene il movimento affermi specificamente di difendere la vita dell’intera comunità nera, le proteste e i gruppi di attivisti che invocano l’hashtag e la missione #BlackLivesMatter stanno gridando in modo sproporzionato per chiedere giustizia a nome degli uomini afroamericani. I casi in cui la polizia uccide o aggredisce ingiustamente donne di colore (così come persone di colore transgender, non binarie e di genere non conforme) ricevono molta meno attenzione, come evidenziato dalla mancanza di attenzione da parte dei media sul caso del 2015 dell'agente Daniel Holtzclaw che ha utilizzato la sua autorità per depredare e aggredire più di 13 donne nere.
Su una scala più ampia, il misogynoir è caratterizzato anche dai cliché proiettati sulle donne nere. Alcuni di questi stereotipi comuni includono la "forte donna nera" e l'ipersessuale "Gezabele". Nel suo articolo "4 Tired Tropes That Perfectly Explain What Misogynoir Is – And How You Can Stop It" ("4 triti stereotipi che spiegano perfettamente cos'è il misogynoir e come fermarlo"), Kisiena Boom descrive questi stereotipi comuni e il motivo per cui sono dannosi. Ad esempio, mentre lo stereotipo della “forte donna nera” sembra essere lusinghiero, ignora il trauma razziale fisico e mentale razzializzato che le donne nere hanno dovuto sopportare.
Perpetuare l'idea che le donne nere possano gestire qualsiasi cosa giustifica le situazioni in cui le donne afroamericane sono forzate, come il ruolo di "Mammy" per le famiglie bianche, il capofamiglia eteronormativo quando gli uomini neri sono persi nel complesso carcerario-industriale e gli abusi sessuali. Questa giustificazione elimina la necessità e il desiderio di correggere i problemi reali. Inoltre, questo tropo costringe le donne nere a seppellire i loro problemi e ad assumere un volto “forte” per coloro che se lo aspettano.
Alcune ulteriori applicazioni del misogynoir possono essere valutate attraverso l'uso di presupposti sleali e ingiusti sulle donne, in particolare sulle donne di colore, nella pratica di medici, o altri sanitari, che rifiutano determinate pratiche sicure alle donne nere perché si ritiene che possiedano una maggiore tolleranza al dolore.

## Musica
Il misogynoir è stato citato dagli studiosi per affrontare la politica sessuale nera nella musica e nella cultura hip hop in generale. La politica della rispettabilità è una di queste questioni. Coniato da Evelyn Brooks Higginbotham, il termine "politica della rispettabilità" ("respectability politics") si riferisce alle tattiche impiegate dai neri per promuovere l'elevazione razziale e ottenere un più ampio accesso alla sfera pubblica.
Il misogynoir viene mostrato nei testi e nei video pubblicati per promuovere canzoni popolari e pubblicizzare meglio alcune canzoni. Negli ultimi anni, si è scoperto che la musica ha più contenuti sessuali rispetto a qualsiasi altro mezzo di comunicazione. Nella musica hip-hop, le donne nere sono spesso descritte come adatte solo per abusi o sesso. Questi video e testi riflettono il modo in cui la società vede le donne nere e i loro corpi. I video musicali sono importanti perché sono un modo per pubblicizzare meglio le canzoni di successo, soprattutto in televisione. Spettacoli televisivi sono diventati importanti perché hanno trasmesso video musicali. Esempi di questi sono BET, MTV e VH1.

### Intersezionalità

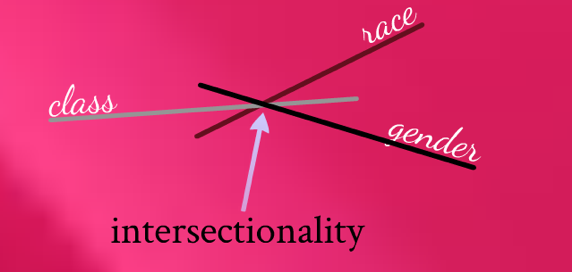
Esempio di tre categorie di intersezione.

L'intersezionalità è la combinazione delle diverse identità che le persone possono avere, come il genere o la razza. Il termine misogynoir è usato per descrivere la discriminazione contro coloro che hanno l'intersezione tra l'essere nero e l'essere donna. L’intersezionalità ha un effetto su tutti i tipi di società umana e l’industria musicale non fa eccezione. Le donne nere non hanno e continuano ad avere una presa minore nell'industria musicale e nei suoi numerosi generi, tra cui jazz, hip hop, R&B, musica contemporanea, country e popolare. Gli artisti maschi e dalla pelle chiara dominano questi generi e sono la norma per l'industria musicale. Un articolo di The Guardian menziona artisti come Alicia Keys, Rihanna, Nicki Minaj, Mariah Carey e Beyoncé che sono importanti nella musica popolare. Queste donne sfidano la norma della dominazione maschile nell'industria musicale, ma non sfidano la tendenza verso gli artisti dalla pelle chiara come lo sono loro stesse. L'aggiunta di uno strato di intersezione rende più difficile per le donne nere sollevarsi. L'industria del rap è composta principalmente da artisti maschi che affrontano meno critiche rispetto alle artiste nere. Molte artiste nere si sono fatte avanti raccontando di aver subito abusi sessuali da parte del DJ Tim Westwood e le accuse sono state formalizzate nel maggio 2022. Figura popolare nell'industria della musica nera, Westwood è riuscito a farla franca con i presunti abusi grazie alla repressione delle voci delle donne nere nel settore.

### Hip hop
Le modalità culturali dell'hip-hop fanno parte dell'ethos culturale nero e possono essere lette come indicatori dei modi di essere dei neri. L'hip-hop era e continua ad essere una cultura che non può dissociarsi dalla complessità che definisce l'esperienza nera in America. La musica e la cultura dell'hip-hop un tempo erano una stilizzazione organica e un'espressione artistica per i neri ai margini della società. Tuttavia, al giorno d'oggi, alcuni elementi della cultura hip-hop, vale a dire le espressioni violente, criminali e ipersessualizzate dei neri, sono l'unica forma del genere ad essere prodotta in serie. Il programma reality Love & Hip Hop: New York è l'esempio per mostrare i pregiudizi creati dall'hip hop contro i neri. Questo programma è mirato alla cultura giovanile e trasmesso in rete, quindi funziona come una "potente fonte di socializzazione e dominio ideologico" attraverso le rappresentazioni e i valori trasmessi dal programma. Perpetua gli stereotipi delle persone di colore attraverso la lente ristretta della mascolinità e femminilità nera.

#### Donne nere nei video hip-hop
Indipendentemente dalle opportunità di diversa rappresentazione mediatica, gli studi indicano che le donne nei video di artisti maschi, in particolare nei video hip-hop o rap, sono spesso ritratte come sessuali e sottomesse; in genere, più donne vengono mostrate in pose provocanti e con abiti rivelatori e in lizza per l'attenzione dell'artista o degli artisti maschi e del loro entourage. I video di artiste presentano in modo simile le donne in ruoli sottomessi o ipersessualizzati rispetto ai video di artisti maschi. Le industrie dei media e dell'intrattenimento praticano uno standard di "diversità" per quanto riguarda le giovani artiste nere; rispetto alle artiste bianche di età simile, il marketing degli artisti neri tradizionali è ipersessualizzato. La loro attrattiva sessuale e l'esotica alterità delle donne nere vengono enfatizzate più del loro vero talento.

### Rappresentanza
A causa delle idee crescenti e mutevoli della norma, le donne nere sono state in grado di aumentare l'importanza e la popolarità nell'industria musicale. Artisti come Megan Thee Stallion e Flo Milli sono diventati icone nel settore del rap. Queste artiste sono diventate persone che danno potere alle giovani ragazze nere e mostrano la crescente rappresentanza nell'industria musicale. I video musicali sono un modo per ascoltare e guardare gli artisti esibirsi online. Sebbene rappresentino ulteriormente le donne nere, enfatizzano anche la loro sessualità e spesso includono lo stereotipato "comportamento nero". La crescente rappresentanza delle donne nere è iniziata negli anni '90 con il genere Hip Hop a causa della crescente popolarità dei maschi neri in quel periodo. Christina Wheeler è una donna nera di spicco nell'industria musicale e ha espresso le difficoltà sue e di altri artisti per ottenere rispetto e popolarità. Lei afferma che la quantità di rappresentanza aumenterebbe se più donne nere fossero coinvolte non solo nello spettacolo, ma anche nella produzione e nel lavoro "dietro il palco". Anche il genere musicale country, dominato da artisti bianchi e meno da uomini, ha iniziato a mostrare segni di rappresentanza di donne nere.

### Mass media
I mass media sono un sistema che costruisce un senso della realtà attraverso la trasmissione di notizie, pubblicità e intrattenimento. Poiché i mass media operano come un sistema, la loro costruzione della realtà non è arbitraria. Ha modelli operativi osservabili caratterizzati da un processo simultaneo di sé e di riferimento esterno. I mass media creano e diffondono informazioni sulla base delle informazioni precedentemente fornite (autoreferenzialità) e del contesto in cui si situano (riferimento esterno). Nel caso di Love & Hip Hop: New York, ad esempio, le autoreferenzialità su cui si basa lo spettacolo sono le trame degli episodi precedenti (intese a mantenere gli spettatori coinvolti con il cast), mentre esternamente lo spettacolo si basa sulla dominazione della nerezza nei media, sulle tendenze popolari nell'hip-hop e sulle circostanze sociali, politiche ed economiche dei neri nel tempo contemporaneo. I mass media offuscano questa vasta storia restringendo la diversità nella cultura hip-hop a rappresentazioni stereotipate dei neri, vale a dire che sono violenti, avidi e sessualmente irresponsabili. A causa dei mass media, si dice che la cultura hip-hop sia stata mercificata e ridotta alla perpetuazione di rappresentazioni delle persone di colore che sono state a lungo ritenute problematiche. I progressi nella tecnologia connessa al World Wide Web hanno fornito l’accesso a una varietà di risorse multimediali basate sul web, e la popolarità dei video musicali e la diffusione della musica hip-hop e degli artisti musicali afro-americani hanno anche aumentato la varietà delle personalità che vediamo. Il numero di opportunità di vedere un'ampia varietà di figure è in aumento. Tuttavia, persistono immagini stereotipate degli afroamericani.

#### Socializzazione mediatica
La socializzazione mediatica è un fattore importante che influenza il modo in cui i giovani arrivano ad acquisire rappresentazioni di sé e altre rappresentazioni fisse o stereotipate. Nello sviluppo e nella socializzazione dei giovani afroamericani, è un momento in cui la maturità emotiva e cognitiva corre per tenere il passo con il rapido ritmo dei cambiamenti fisici e ormonali. Per le ragazze afroamericane, l’inizio della pubertà, compreso lo sviluppo del seno e il menarca, avviene in genere circa un anno prima delle loro controparti bianche. La pubertà precoce complica la comprensione dei ruoli di genere e della percezione di sé da parte dei giovani afroamericani. Pertanto, per molti giovani neri, la pubertà precoce può indurre gli altri a rispondere al loro aspetto da adulti in modi che non corrispondono alle loro capacità cognitive o al modo in cui percepiscono se stessi. Nell’adolescenza, i giovani coltivano apertamente un’identità emergente, lottano con messaggi contraddittori e possono sperimentare cambiamenti nei loro gruppi di influenza primari, che spesso includono genitori, coetanei e fratelli. Durante l'adolescenza, le ragazze nere, come le loro coetanee, sperimentano un'impennata nella crescita fisica. Tuttavia, la maturazione fisica delle ragazze nere spesso supera quella delle loro coetanee. Per molte ragazze nere, la metamorfosi coinvolge caratteristiche fisiche pronunciate: fianchi più pieni, seni e glutei arrotondati e una maggiore altezza che attira l'attenzione dei coetanei maschi e di alcuni uomini adulti. Ancora bambine, alcune adolescenti non sono in grado o hanno dubbi su come gestire le crescenti e diverse attenzioni che ricevono. Devono affrontare le sfide legate alla pubertà e alle percezioni negative sulle donne nere. Le giovani donne afroamericane ricevono messaggi sull'immagine corporea e sull'autostima che sono incorniciati dalla realtà che gli standard di bellezza e i ruoli tradizionalmente relegati alle donne bianche non si applicano a loro. Le immagini moderne di bellezza si sono evolute dagli ideali storici della femminilità; le donne sono viste come bianche, miti, silenziose e magre. È più probabile che le donne nere resistano ai messaggi di bellezza tradizionali e si affidino invece agli standard di bellezza del loro gruppo culturale o, più recentemente, all'estetica hip-hop, e stanno trasmettendo queste prospettive ai loro figli.

## Media
Serena Williams ha parlato con la rivista britannica Vogue di come fosse "sottopagata (e) sottovalutata." La Williams ha parlato apertamente del suo trattamento come atleta professionista nel tennis. Durante la finale degli US Open nel 2018, la Williams è stata penalizzata per diverse cose che ha contestato, inclusa la rottura della racchetta alla fine della quinta partita contro Naomi Ōsaka. Ciò ha portato l'arbitro Carlos Ramos a dare alla Williams la sua seconda violazione del gioco. È stata anche accusata di frode e penalizzata, e quando ha chiesto scuse non le ha ricevute. Ha poi chiesto all'arbitro del torneo di intervenire. La sua posizione era che i giocatori di sesso maschile avevano mostrato azioni simili e spesso non erano stati penalizzati, definendo Ramos un "ladro". Billie Jean King in un post su Twitter ha elogiato la Williams per essersi espressa.
È stato in parte grazie a questa situazione che Naomi Osaka è diventata famosa. Osaka è stata dipinta come una vittima delle azioni di Williams in questo gioco. I media hanno dipinto la Williams come una donna nera arrabbiata e hanno cancellato la nerezza della Osaka per accrescere la percezione della Williams come aggressore in questa situazione. Ciò è visto in una caricatura pubblicata sull'Australian Herald che raffigura la Williams con marcati lineamenti neri, simili alle caricature di Jim Crow del ventesimo secolo, mentre la Osaka è ritratta con pelle più chiara e capelli lisci, facendola sembrare più "innocente" al pubblico, attraverso la cancellazione della sua nerezza.
Commentando l'intervista televisiva del 2021 "Oprah con Meghan e Harry", Bailey afferma che il misogynoir ha un impatto negativo su tutte le donne nere, indipendentemente dal colore della pelle, dalla ricchezza, dai privilegi di classe o dalla loro volontà di sostenere le istituzioni che perpetuano il misogynoir.

## Risposte
Kimberlé Crenshaw (che ha coniato il termine intersezionalità) ha creato la campagna #SayHerName. I suoi obiettivi sono stati quello di diffondere consapevolezza tra le donne nere che sono state uccise da un uso eccessivo delle forze di polizia. Quando tiene le sue conferenze, menziona le vittime famose della brutalità della polizia, tra cui Freddie Gray e Trayvon Martin. Tuttavia, quando menziona Natasha McKenna e Aura Rosser, queste donne sono quasi sconosciute.
Crenshaw ha anche collaborato con la WNBA per promuovere l'obiettivo di #SayHerName. Il 25 luglio 2020, i giocatori hanno indossato maglie con il nome di Breonna Taylor per diffondere la consapevolezza. Crenshaw ha fornito alla WNBA un archivio di donne vittime. Ciò ha consentito ai giocatori di indossare vari nomi a cui si sentivano più legati. Crenshaw è stata in grado di fornire questi nomi attraverso l'organizzazione che ha co-fondato, l'African American Policy Forum.
Il documentario "Say Her Name: The Life And Death Of Sandra Bland" riconosce le donne nere che sono trascurate dalla brutalità della polizia e utilizza lo slogan #SayHerName.